# Bannahalli, Tirumakudal Narsipur
Bannahalli là một làng thuộc tehsil Tirumakudal Narsipur, huyện Mysore, bang Karnataka, Ấn Độ.